# Герой Стивен
«Стивен Герой» (англ. Stephen Hero) — незавершённый, отчасти автобиографический роман ирландского писателя Джеймса Джойса, опубликованный посмертно. Работу над романом Джойс вёл в 1905 году, но разочаровался в собственной рукописи и так и не завершил её. Некоторые наработки вошли в первый опубликованный роман автора «Портрет художника в юности».
Опубликованная в 1944 году версия романа является неполной, так как Джойс уничтожил некоторую его часть. 
Русский перевод:
- Джойс Дж. Герой Стивен. Портрет Художника. / Пер. и комм. С. Хоружего. М.: Минувшее. 2003.